# Comuna Tahkuranna
Tahkuranna este o comună (vald) din Comitatul Pärnu, Estonia. Cuprinde 10 localități (1 nucleu urban și 9 sate). Reședința comunei este satul Uulu.